# 乌佩 (头饰)

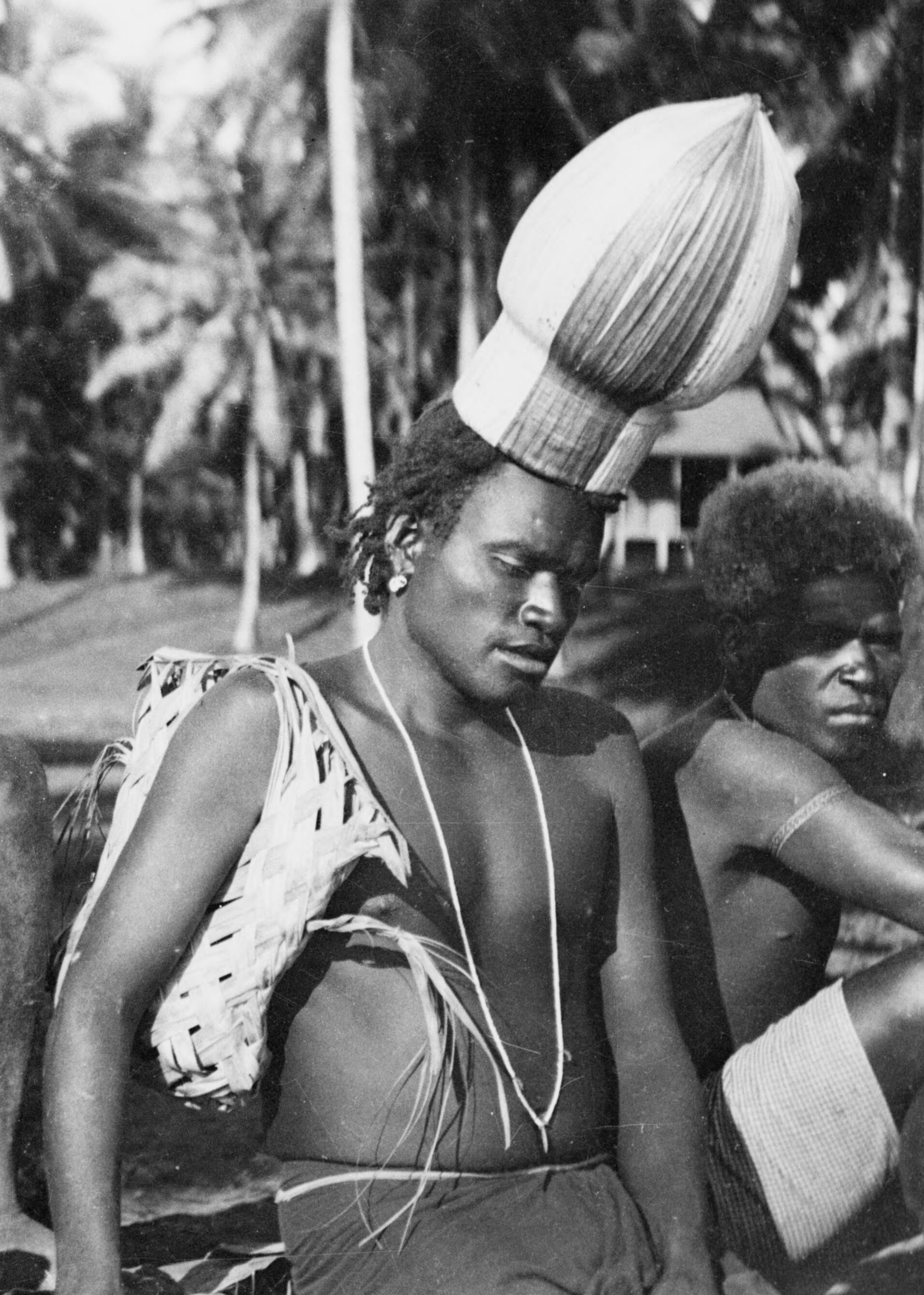
两名男子佩戴着“乌佩（翁布）”成年礼仪式头饰；1929年，摄于布干维尔岛索拉肯。

乌佩（upe），又称乌皮（upi），是一种传统头饰，由巴布亚新几内亚布干维尔自治区部分地区的男性佩戴，用以象征其向成年的过渡。这一术语不仅指这种头饰本身，也用于指代这一过渡过程及其参与者（即受戒者）。
乌佩是布干维尔旗帜上的核心图案，同时也是布干维尔徽章的顶饰。它由紧密缠绕的稻草制成。
据《巴布亚新几内亚邮政信使报》报道，这一传统在布卡岛以及布干维尔岛的塞劳、瓦库奈和特乌阿等地区仍在延续。乌佩受戒者通常需要长达三年的时间，在偏远地区的“学校”或“学院”中接受成年礼。他们学习传统知识，包括草药、捕鱼、狩猎、园艺和歌唱。在这段期间，女性被禁止与他们见面。
在2019年布干维尔独立公投中，乌佩受戒者被允许在特设的男性专用投票站投票，以避免被女性看到。选举官员甚至“跋涉两个小时进入丛林”来收集他们的选票。